# Air Wisconsin
Air Wisconsin – linie lotnicze powstałe w 1965. Początkowo jedynym celem ich założenia było powstanie połączenia lotniczego między Wisconsin a Chicago. W maju 1985 doszło do fuzji z Mississippi Valley Airlines.

## Flota
Według stanu na marzec 2025 flota Air Wisconsin składała się z 62 samolotów o średnim wieku 22,5 lat:
| Samolot            | Samolot | Samolot   | Liczba miejsc | Liczba miejsc | Uwagi |
| Model              | Aktywne | Zamówione | E             | Łącznie       | Uwagi |
| ------------------ | ------- | --------- | ------------- | ------------- | ----- |
| Bombardier CRJ-200 | 62      | -         | 50            | 50            |       |
| Łącznie            | 62      | 0         |               |               |       |